# Penya Encarnada d'Andorra
Penya Encarnada d'Andorra är en fotbollsklubb i Andorra la Vella i Andorra, grundad 2009. Klubben spelar i Andorras högsta division Primera Divisió.

## Meriter
- Primera Divisió: 0
- Segona Divisió: 3
2014/15, 2019/20, 2021/22
- Copa Constitució: 0
- Supercopa de Andorra: 0

## Färger
Penya Encarnada spelar i röd och vit trikåer, bortastället är svart.
| Penya Encarnada | Penya Encarnada |

### Trikåer
| Lagfärger · Lagfärger · Lagfärger · Lagfärger · Lagfärger | Lagfärger · Lagfärger · Lagfärger · Lagfärger · Lagfärger | Lagfärger · Lagfärger · Lagfärger · Lagfärger · Lagfärger | Lagfärger · Lagfärger · Lagfärger · Lagfärger · Lagfärger |

## Placering tidigare säsonger
| Säsong  | Nivå | Liga            | Placering | Referens | Notering |
| ------- | ---- | --------------- | --------- | -------- | -------- |
| 2014/15 | 2    | Segona Divisió  | 1         | [ 1 ]    |          |
| 2015/16 | 1    | Primera Divisió | 8         | [ 2 ]    |          |
| 2016/17 | 2    | Segona Divisió  | 2         | [ 3 ]    |          |
| 2017/18 | 1    | Primera Divisió | 8         | [ 4 ]    |          |
| 2018/19 | 2    | Segona Divisió  | 4         | [ 5 ]    |          |
| 2019/20 | 2    | Segona Divisió  | 1         | [ 6 ]    |          |
| 2020/21 | 1    | Primera Divisió | 8         | [ 7 ]    |          |
| 2021/22 | 2    | Segona Divisió  | 1         | [ 7 ]    |          |
| 2022/23 | 1    | Primera Divisió | 5         | [ 8 ]    |          |